# Memento Mori (počítačová hra)
Memento Mori je česká adventurní hra z roku 2008, vytvořená společností Centauri Production. Hra vyšla v češtině, angličtině, španělštině, ruštině, němčině, francouzštině a italštině. V roce 2010 a 2012 vyšla hra zdarma jako příloha k časopisu Level 194 a Score 220. Roku 2012 vydala společnost Bohemia Interactive hru i na platformě Steam. Ve stejném roce vyšel i druhý díl.

## Příběh
Hra sleduje osudy detektivky Lary Světlovové a profesora Maxe Duranda, kteří vyšetřují krádež obrazů v petrohradské Ermitáži. Později je stopa zavede k mnichům z finského kláštera. Příběh se odehrává v pěti lokacích - v Lyonu, Petrohradě, Lisabonu, Edinburghu a Finsku. Hra bývá přirovnávaná k románům Šifra mistra Leonarda či Purpurové řeky.

## Postavy
Lara Světlová - ruská detektivka Interpolu, dostává za úkol vyřešit krádež obrazů. Max Durand - jde o druhou hratelnou postavu, je francouzským profesorem historie umění, který byl nucen, kvůli nemoci své ženy, padělat obrazy. Jeho žena však zemřela a on byl nakonec dopaden Larou. Aby se vyhnul vězení, šéf Lary z něj udělal informátora a musí spolupracovat na případu krádeže v Ermitáži. Postupně se mezi nimi vyvine přátelský vztah. André Durand - tajemný Maxův mladší bratr, doprovází Maxe při pátrání po zloději obrazů. Sergej Vasiljevič Ostankovič - velitel policejního útvaru v Petrohradu. Za své zásluhy očekává vyznamenání od prezidenta. Nařídil Laře a Maxovi vyřešit tento případ.

## Hodnocení
Hra Memento Mori byla pochvalována za napínavý příběh, atmosféru a solidní grafiku, kritizované naopak byly kostrbaté animace postav a relativně lehká obtížnost. Hra byla hodnocena časopisem Level 70 %, časopisem Score 80 % a servery Indian-tv 72 % a BonusWeb.cz 75 %.

## Pokračování
Druhý díl Memento Mori 2 vytvořilo znovu české studio Centauri Production a německý vydavatel DTP Entertainment ho vydal v Německu s německým dabingem roku 2012. Kvůli bankrotu vydavatele však již nedošlo k plánovanému vydání i v dalších zemích. Až roku 2014 Bohemia Interactive hru vydalo na platformě Steam, tentokrát přibyl i anglický dabing a české i polské titulky. Příběh sleduje znovu Laru, která se stala šéfkou Úřadu pro pátraní po zcizených uměleckých předmětech. Lara a Max prožívají svatební líbánky v Jihoafrické republice, nový případ však na sebe nenechá dlouho čekat. Hra se odehrává v Kapském městě, Lyonu, San Franciscu, Inari a Tijuaně. Přibyla také třetí hratelná postava, agentka FBI Keira Sheehan.